# Leonid Denisovič Kizim
Leonid Denisovič Kizim (in russo Леонид Денисович Кизим?, in ucraino Леонід Денисович Кизим?, Leonid Denysovyč Kyzym; Krasnyj Lyman, 5 agosto 1941 – 14 giugno 2010) è stato un cosmonauta sovietico, dal 1992 russo.
È stato selezionato come cosmonauta il 23 ottobre 1965 e ha volato come comandante delle missioni Sojuz T-3, Sojuz T-10 e Sojuz T-15. È stato anche comandante di riserva di Sojuz T-2. Complessivamente ha trascorso 374 giorni 17 ore 56 minuti nello spazio. Si è ritirato il 13 giugno, 1987.
Decorato due volte Eroe dell'Unione Sovietica (il 10 dicembre 1980 e il 2 ottobre 1984).